# Haris Seferović
Haris Seferović (* 22. února 1992 Sursee) je švýcarský profesionální fotbalista, který hraje na pozici útočníka za turecký klub Galatasaray SK, kde je na hostování z Benficy Lisabon, a za švýcarský národní tým.

## Reprezentační kariéra
Se švýcarskou reprezentací se zúčastnil Mistrovství světa 2014, Mistrovství světa U17 2009 a Mistrovství Evropy U17 2009.